# Heremaia Ngata
Pour les articles homonymes, voir Ngata.
Harry Heremaia Ngata, né le 24 août 1971 à Wanganui (Île du Nord), est un footballeur international néo-zélandais évoluant au poste de milieu de terrain.

## Biographie

### Enfance et formation
Contrairement à beaucoup de ses amis d'enfance, Harry Heremaia Ngata ne pratique jamais le rugby. Sur le sable fin des plages tasmaniennes ou sur la verte pelouse du Porirua Viard United, il caresse du pied son obsessionnelle maîtresse. À l'aube de ses seize ans, pour donner vie et couleurs à sa passion, l'attaquant de North Shore United préfère enjamber le Bridge to Nowhere. Un jour de 1987, le sage lycéen s'engage dans un échange interscolaire avec l'Angleterre. Il s'envole alors pour les bancs de l'école de Kingston-upon-Hull.

### Fin de formation et débuts pro en Angleterre (1987-1992)
À dix-huit mille kilomètres des siens, brillant sur les terrains avec l'équipe de son collège, il franchit d'abord les grilles du Boothferry Park pour enfiler la tenue des locaux de Hull City. Trois ans plus tard, il plonge avec délice dans la dure réalité de la troisième division anglaise, convaincant lors de ses quatorze apparitions. L'été venu, il paraphe son premier contrat professionnel. Deux ans durant, Ngata parcours les terrains anglais. Il est sélectionné pour la première fois en équipe de Nouvelle-Zélande de football en 1993 contre l'Arabie saoudite[réf. nécessaire]. À l'issue d'une saison 1993-1994 frustrante, il quitte l'Europe anesthésiés par le faible niveau ambiant.

### Retour en Océanie (1992-1999)
En Nouvelle-Zélande, on ne laisse pas longtemps et représentant maori de la sélection de ruminer sa rancœur. Meneur de jeu ou attaquant de pointe, il mène ses partenaires amateurs de North Shore United dans la course au titre national. Il décroche aussi le titre de meilleur joueur de l'Île du Nord et une bourse pour poursuivre ses études de physique. Mais rapidement, il se contente de cours par correspondance. Les dirigeants italiens du Northern Juventus, jeune club de Melbourne, flatte l'égo blessé du maori. Il s'en va vivre l'aventure professionnel de la National Soccer League en pleine évolution. Il y évolue trois ans, malgré le faible niveau de son équipe, et est prêt pour une nouvelle expérience.
Début 1998, il s'offre une seconde expérience britannique chez les irlandais des Bohemians. Cinq matchs pour un seul nul et quatre défaites constituent l'expérience sur le terrain. Cumulé au changement d'entraîneur et aux différents problèmes internes aux clubs lui font quitter le club au bout d'un mois pour un retour au club de ses premiers amours, North Shore United. Au milieu des siens, il vague d'abord aux affaires courantes et décroche son diplôme d'instructeur en physique. Sur le terrain, il multiplie les exhibitions en sélection et brandit la Coupe d'Océanie 1998. Il peut ensuite disputer la Coupe des Confédérations face aux Brésiliens en août 1999 en tant que champion continental.

### Fin comme professionnel néo-zélandais (1999-2004)
À la suite de cet essor du football en Nouvelle-Zélande, le Kingz FC est fondé en tant que premier club professionnel national. Prêcheur du football local, Harry Ngata saute sur l'occasion de rejoindre ce club, dont il devient capitaine, qui intègre le championnat australien pour la saison 1999-2000.